# Cyamodus

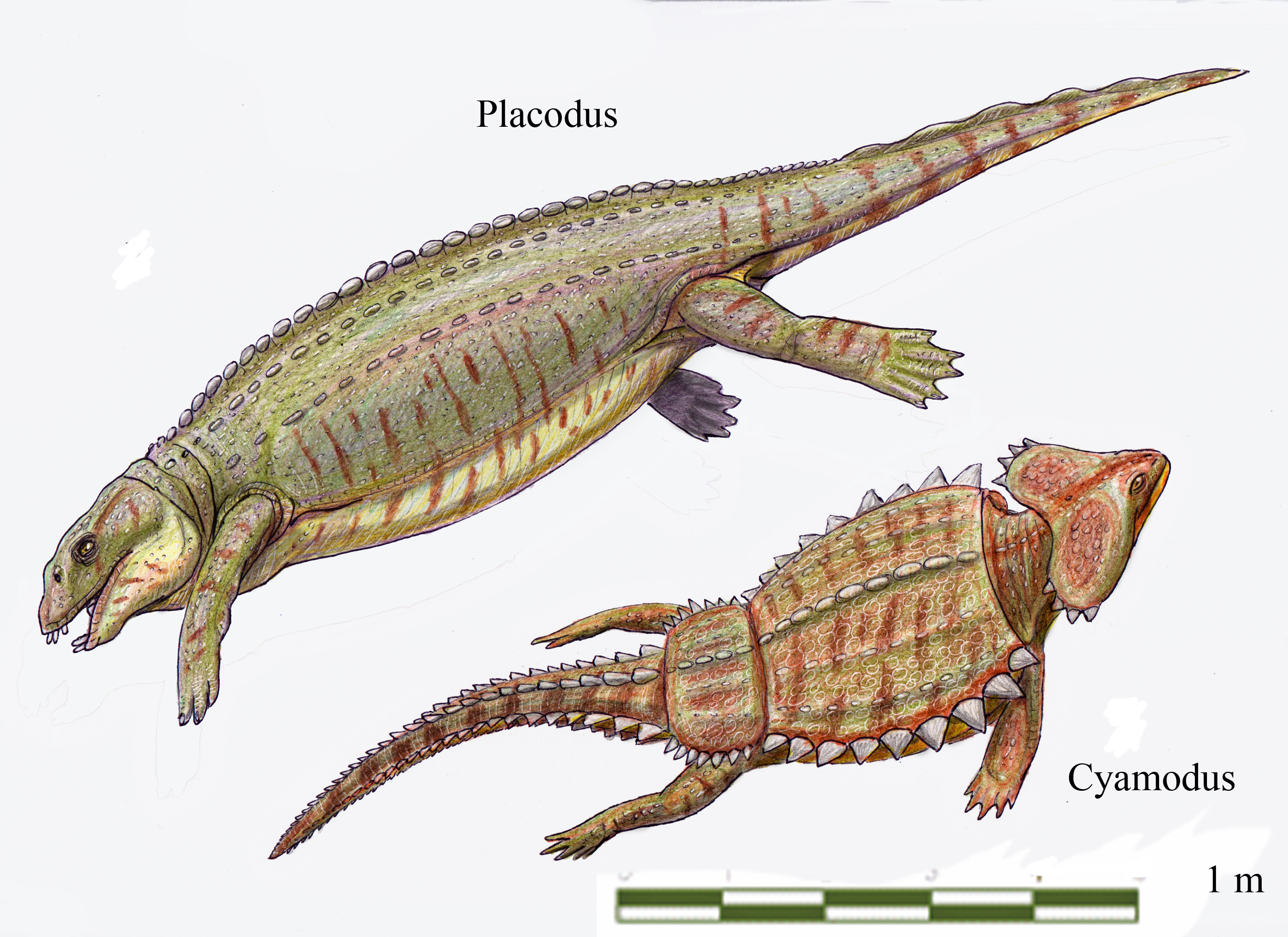
Recreación de Placodus y de Cyamodus.

Cyamodus es un género extinto de saurópsidos placodontes pertenecientes a la familia Cyamodontidae, los cuales fueron descubiertos en lo que hoy es Alemania entre inicios y mediados del siglo XIX y fue nombrado por Christian Erich Hermann von Meyer en 1863, así como restos adicionales en China. Sus fósiles se han datado de mediados del período Triásico, de las épocas del Anisiense al Ladiniense. Considerado como un posible ancestro de las tortugas debido a su torso ancho y aplanado cubierto con osterdermos dérmicos, se lo considera ahora como un pariente muy distante. Derivado de un taxón hermano de Paraplacodus, Cyamodus precedió filogenéticamente a Placochelys.
Meyer (1863) creó el nombre del género Cyamodus para el así llamado "Schnabelplacodus", el material craneano holotipo de Cyamodus rostratus procedente de Bindlach, el cual está actualmente preservado y exhibido en el Urwelt-Museum Oberfranken, en Bayreuth.

## Descubrimiento

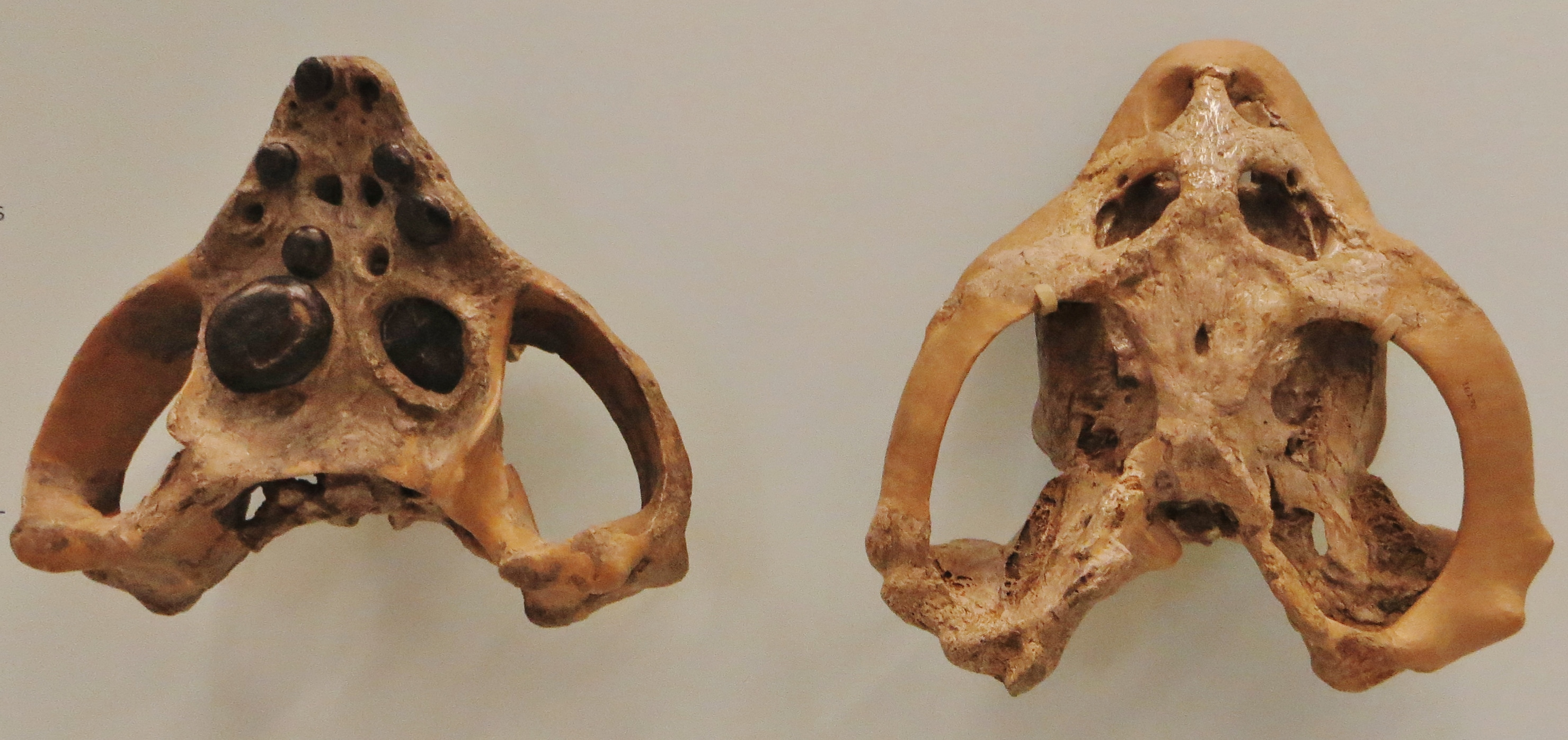
Cráneo de C. rostratus visto por debajo y arriba.

Cyamodus es el género tipo de la familia monotípica Cyamodontidae. Hasta ahora, se han identificado seis especies de Cyamodus - C. rostratus, C. munsteri, C. tarnowitzensis, C. hildegardis, C. kuhnschneyderi y C. orientalis. Inicialmente se lo consideró como un ancestro de las tortugas debido a su cabeza semejante a la de los testudinos y su gran caparazón bifurcado. Posteriores investigaciones determinaron que fuera reclasificado como un placodonto, y cercanamente relacionado con otros reptiles similares a tortugas del período Triásico tales como Henodus y Psephoderma. De forma similar a estos otros placodontos, Cyamodus viviría de cernir el fondo de los mares, aspirando mariscos, y triturándolos con sus dientes romos.
Históricamente, los primeros restos de Cyamodus fueron encontrados en las calizas de mares someros del Muschelkalk Superior cerca de Bayreuth en Baviera (Alemania). Estos incluyen a los cráneos incompletos holotipo de Cyamodus muensteri y Cyamodus rostatus, los cuales junto con los otros restos de placodontos recuperados de las seis canteras de la Cordillera Lainecker en el norte de Baviera fueron considerados en principio como restos de peces. El primer cráneo de Cyamodus fue más tarde restaurado por Muenster, con la añadidura de cuatro dientes que no estaban presentes en el cráneo original, y fue nombrado Placodus muensteri.
Restos adicionales de placodontos fueron hallados por Muenster, quien recolectó muchos restos craneanos de placodontos en las canteras de las cordilleras  de Bindlach y Lainecker. Los restos de placodontos de estos sitios fueron entonces revisados por Owen (1858) y se determinó que eran de origen reptiliano. El único esqueleto completo conocido de Cyamodus, incluyendo el cráneo, es el de C. hildegardis, el cual fue encontrado por fuera de la Cuenca germánica en el norte del mar de Tetis en la actual Suiza. Los sauropterigios placodontos del Triásico Medio se volvieron más y más importantes para el desarrollo de nuevas ideas acerca de la historia evolutiva de sus supuestos parientes, las tortugas, aunque los análisis modernos sitúan a los placodontos solo como parientes muy lejanos, usando análisis cladísticos morfológicos basados en la osteología. El estudio de estos animales ha contribuido al entendimiento de la Cuenca Germánica y la distribución de sus reptiles.
Un intrigante placodonto que parece ser intermedio entre Cyamodus y los placoquélidos, Protenodontosaurus italicus, fue descrito por Giovanni Pinna en 1990.

## Descripción

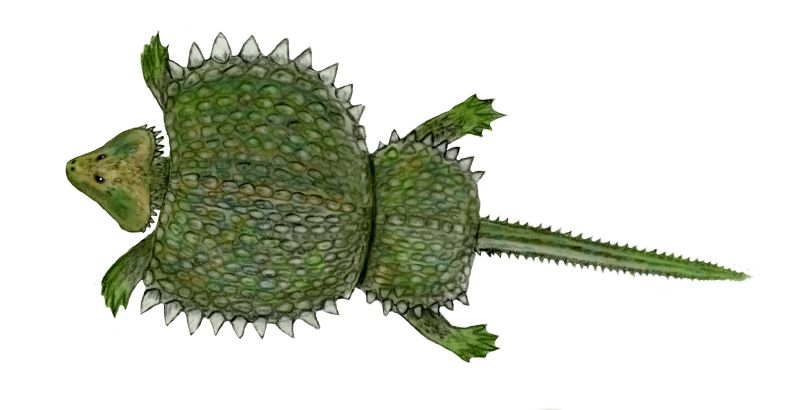
Recreación de C. rostratus.

Cyamodus era un nadador pesadamente acorazado, de 1.3 metros de longitud, el cual se alimentaba de mariscos en los que se especializaba en desenterrar y triturar con sus poderosas mandíbulas. El cuerpo de Cyamodus, y específicamente su armadura, se ha descrito como similar al de las tortugas por su forma aplanada. Esta coraza se componía de un caparazón de dos piezas sobre la superficie del cuerpo. La pieza mayor cubría a Cyamodus desde el cuello hasta las caderas y se extendía más allá de estas, casi abarcando las extremidades delanteras. La segunda pieza cubría las caderas y la base de la cola. Las placas en sí estaban cubiertas por osteodermos hexagonales o circulares. El cráneo era ancho y en forma de corazón.
A diferencia de Paraplacodus, el cráneo de Cyamodus tenía un rostro más corto, una órbita ocular menor y una fenestra temporal superior más grande que estaba coronada con osificaciones. Los dientes semejaban discos planos, con solo un diente en cada premaxilar y solo dos dientes en cada maxilar, mientras que los dientes de mayor tamaño se situaban en el pterigoides. El cuadratoyugal se unía al hueso escamoso y sellaba la fenestra lateral temporal presente en el género ancestral Paraplacodus.
El caparazón de C. hildegardis tenía una serie de placas óseas laterales de tamaño similar que indican que era más redondeado y menos expandido lateralmente de lo que se ha hipotetizado. El escudo pélvico separado también poseía un conjunto de placas acorazadas laterales más pequeñas que decrecen en tamaño en sentido anterior - posterior y cubrían mayormente la cintura pélvica y la base de la cola. La cola relativamente corta estaba reforzada con una serie de placas que también muestran una reducción gradual de tamaño en sentido anterior - posterior, equivalente a la reducción de tamaño de las vértebras caudales. Hasta que se hallen más fósiles, la organización interna de las placas dérmicas dentro de los dos caparazones de C. hildegardis sigue siendo poco conocida.